# Episodi di Tandem (prima stagione)
La prima stagione della serie televisiva Tandem, composta da 12 episodi, ha debuttato su France 3 con due episodi pilota il 29 marzo 2016 e successivamente  è stata trasmessa dal 6 giugno al 4 luglio 2017.
In Italia, la stagione è andata in onda dal 10 settembre al 15 ottobre 2018 su Giallo.
| nº | Titolo originale              | Titolo italiano               | Prima TV Francia | Prima TV Italia   |
| -- | ----------------------------- | ----------------------------- | ---------------- | ----------------- |
| 1  | Nouveau Départ (pilote)       | Una nuova vita                | 29 marzo 2016    | 10 settembre 2018 |
| 2  | Double Jeu (pilote)           | Doppio gioco                  | 29 marzo 2016    | 10 settembre 2018 |
| 3  | Entre sel et mer              | Il mistero delle saline       | 6 giugno 2017    | 17 settembre 2018 |
| 4  | Plongée dans le passé         | La vendetta finale            | 6 giugno 2017    | 17 settembre 2018 |
| 5  | La Tête du coupable           | La testa del colpevole        | 13 giugno 2017   | 24 settembre 2018 |
| 6  | Tour de piste                 | Giro di pista                 | 13 giugno 2017   | 24 settembre 2018 |
| 7  | L'Inaccessible Étoile         | La stella irraggiungibile     | 20 giugno 2017   | 1º ottobre 2018   |
| 8  | Convictions                   | Una storia difficile          | 20 giugno 2017   | 1º ottobre 2018   |
| 9  | Sur la route de la rédemption | Sulla strada della redenzione | 27 giugno 2017   | 8 ottobre 2018    |
| 10 | Les Liens du sang             | Legami di sangue              | 27 giugno 2017   | 8 ottobre 2018    |
| 11 | Un anneau d'or (partie 1)     | Un anello d'oro (parte 1)     | 4 luglio 2017    | 15 ottobre 2018   |
| 12 | Un anneau d'or (partie 2)     | Un anello d'oro (parte 2)     | 4 luglio 2017    | 15 ottobre 2018   |